# Agromyza kolobowai
Agromyza kolobowai este o specie de muște din genul Agromyza, familia Agromyzidae, descrisă de Friedrich Georg Hendel în anul 1931.
Este endemică în Ucraina. Conform Catalogue of Life specia Agromyza kolobowai nu are subspecii cunoscute.